# Ellerströms förlag

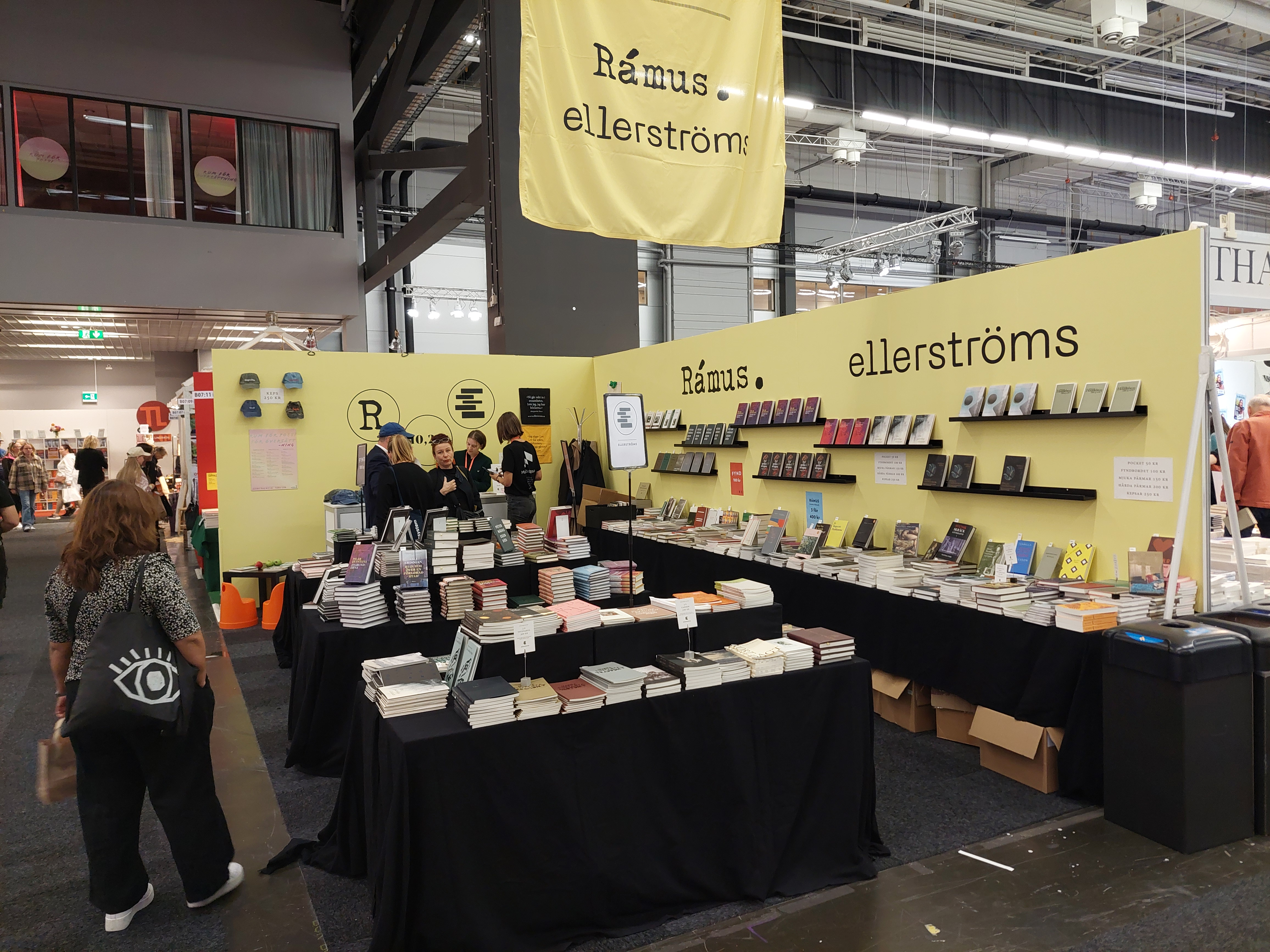
Ellerströms förlag på Bokmässan 2023

Ellerströms förlag är ett bokförlag med säte i Malmö som grundades 1983 av Jonas Ellerström. Förlaget ger ut litteratur inom flera genrer med tonvikt på poesi. Under åren 2007–2019 skötte Ellerströms utgivningen av tidskriften Lyrikvännen. Förlaget hade under flera decennier sin bas i Lund, men flyttade hösten 2020 till Malmö.
Förlaget ger bland annat ut serierna Enhörningsserien för översatt poesi, Etyder för essäer och Lågland för nederländsk poesi. Förlaget har också publicerat japanska klassiker av Matsuo Basho, Kubota Hikosaku, Akiko Yosano, Tanizaki Junichiro och Yukio Mishima.

## Utgivna författare i urval
- Gennadij Ajgi
- Werner Aspenström
- Charles Baudelaire
- Richard Brautigan
- Michail Bulgakov
- Paul Celan
- Marguerite Duras
- Vilhelm Ekelund
- Carl-Göran Ekerwald
- Johann Wolfgang von Goethe
- Zbigniew Herbert
- Klara Johanson
- James Joyce
- Eske Kaufmann Mathiesen
- Emil Kléen
- Katherine Mansfield
- Friederike Mayröcker
- Waslav Nijinsky
- Sylvia Plath
- Jalal ad-Din Rumi
- Sapfo
- Sofokles
- Euripides
- Aischylos
- Gertrude Stein
- Wisława Szymborska
- Lasse Söderberg
- Olle Thörnvall
- Virginia Woolf
- Eugène Ionesco
- Ingeborg Bachmann
- Anne Carson
- Lewis Carroll
- Carl Jonas Love Almqvist
- Isabella Nilsson
- Juliana Spahr
- Michel Houellebecq